# اسید نیتریک دودقرمز

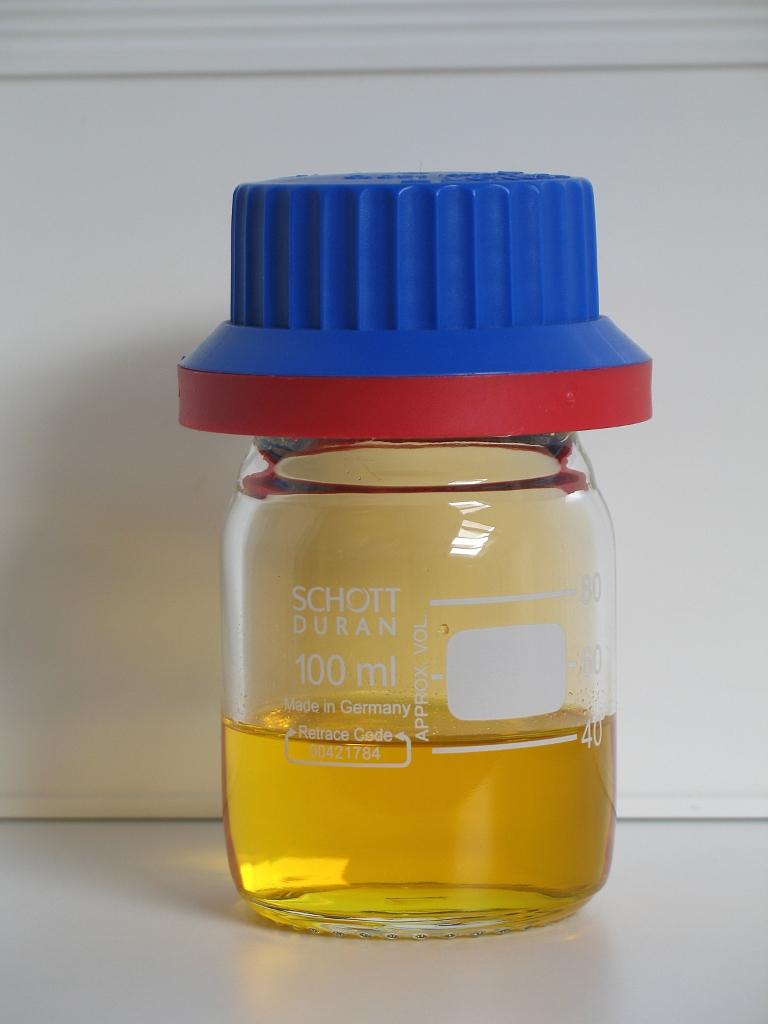
اسید نیتریک دودقرمز

اسید نیتریک قرمز (به انگلیسی: Red fuming nitric acid) با فرمول شیمیایی HNO۳ + NO۲ یک ترکیب شیمیایی است. شکل ظاهری این ترکیب، مایع قرمز است.